# Chhabra
Chhabra är en ort i Indien.   Den ligger i distriktet Baran och delstaten Rajasthan, i den centrala delen av landet, 400 km söder om huvudstaden New Delhi. Chhabra ligger 336 meter över havet och antalet invånare är 25 676.
Terrängen runt Chhabra är platt. Runt Chhabra är det ganska tätbefolkat, med 185 invånare per kvadratkilometer. Det finns inga andra samhällen i närheten. Trakten runt Chhabra består till största delen av jordbruksmark.